# Lèmur bru de front vermell
El lèmur bru de front vermell (Eulemur rufus) és una espècie de lèmur de Madagascar. Fins al 2001, l'espècie E. rufus fou considerada una subespècie del lèmur bru (E. fulvus) però des d'aleshores se l'ha reconegut com a espècie pròpia. Al desembre del 2008 se la separà en dues espècies diferents: el lèmur bru de front vermell (E. rufus), que viu en boscos de plana secs del nod-est de Madagascar, i el lèmur de front vermell (E. rufifrons), que viu al sud-oest i l'est de l'illa. Aquesta separació es basà en indicis genètics i morfològics. Les anàlisis d'ADN mitocondrial indiquen que E. rufifrons podria ser més proper al lèmur bru (E. fulvus), el lèmur de front blanc (E. albifrons) i el lèmur bru de Sanford (E. sanfordi) que a E. rufus.